# 1875 v športu
1875 v športu.

## Bejzbol
- Boston Red Stockings osvojijo četrti zaporedni naslov.

## Nogomet
- 13. marec - FA Pokal: Royal Engineers A.F.C. premaga Old Etonians F.C.

## Golf
- Odprto prvenstvo Anglije - Willie Park starejši

## Konjske dirke
- 17. maj - Kentucky Derby: zmagovalec Aristides
- Kentucky Oaks - zmagovalec Vinaigratte

## Hokej na ledu
- 3. marec - Prva organizirana in zabeležena hokejska tekma v Victoria Skating Rinku, Montreal

## Veslanje
- Regata Oxford-Cambridge - zmagovalec Oxford

## Rojstva
- 7. januar — Gustav Flatow, nemški telovadec
- 11. januar — Fritz Manteuffel, nemški telovadec
- 19. januar — Joep Packbiers, nizozemski lokostrelec
- 20. februar — Marie Marvingt, francoska atletinja
- 15. april — James J. Jeffries, ameriški boksar
- 13. junij — Paul Neumann, avstrijski plavalec
- 23. junij — Norman Pritchard, indijski atlet